# Cody McFadyen
Cody Walton McFadyen (født 13. februar 1968 i Fort Worth, død 17. maj 2023) var en amerikansk krimiforfatter.
McFadyen udkom på dansk med bogserien om FBI-agenten Smoky Barrett.

## Bøger
- 2012 – Skyggen (originaltitel Shadow Man)
- 2012 – Dødens ansigt (originaltitel The Face of Death)
- 2013 – Satans Sjæl (originaltitel The Darker Side)
- 2015 – Efterladt (originaltitel Abandoned)
- 2018 – Bødlens værksted (originaltitel The Truth Factory)